# Joseph Meurers
Peter Joseph Meurers (* 13. Februar 1909 in Köln; † 31. Juli 1987 in Ettenhausen, Schleching) war ein deutscher Astronom, Astrophysiker und Naturphilosoph.

## Leben und Wirken
Joseph Meurers besuchte in Köln die Volksschule und das Dreikönigsgymnasium und legte 1928 die Reifeprüfung ab. Er studierte Mathematik, Physik, Astronomie und Philosophie an den Universitäten Freiburg i. Br., Göttingen und Bonn, wo er 1934 mit einer Arbeit über die Beziehung der Leuchtkraft, der Masse und der Temperatur von Sternen bei Arnold Kohlschütter zum Dr. phil. promoviert wurde. 1938 habilitierte er sich an der Universität Bonn mit einer Schrift über die Entartung der Materie in Sternen und Planeten.
Von 1938 bis 1945 arbeitete er als Meteorologe im Reichsamt für Wetterdienst. Nach Ende des Zweiten Weltkrieges war er bis 1947 im meteorologischen Dienst der Royal Air Force tätig.
1947 wurde er Dozent an der Universität Bonn, 1948 wissenschaftlicher Assistent an der Sternwarte Bonn und 1949 außerplanmäßiger Professor, außerdem hielt er Vorlesungen an der Universität zu Köln. Zu dieser Zeit wurde er Mitglied der Astronomischen Gesellschaft.
1962 nahm er einen Ruf auf den Lehrstuhl für Astronomie an die Universität Wien an. Außerdem wurde er Leiter der Universitätssternwarte Wien. Dort leitete er eine neue Phase der Arbeit ein und führte Strukturen ein, die als „Gelehrtenrepublik“ angesehen werden. Während seines Direktorates konnte durch sein Betreiben 1966 die Grundsteinlegung für das Leopold-Figl-Observatorium erfolgen, das 1969 eröffnet wurde. Ab 1972 war er außerdem Honorarprofessor für Philosophie an der Universität Salzburg. Von 1978 bis 1979 war er Vorstand des Instituts für Astronomie der Universität Wien. 1979 wurde er emeritiert.
Joseph Meurers arbeitete im Bereich der Astronomie, Astrophysik und Kosmologie sowie zu Grenzproblemen zwischen den Naturwissenschaften, der Philosophie und der Theologie. Dabei versuchte er, die Berührungsängste zwischen Natur- und Geisteswissenschaftlern zu beheben. Er war von 1957 bis 1987 Herausgeber und Hauptredakteur der Zeitschrift Philosophia naturalis. 1964 war er Präsident des 80. Deutschen Katholikentages. 1979 ließ er sich zum Ständigen Diakon des Erzbistums München und Freising weihen.
Joseph Meurers war ab 1943 mit der studierten Pharmazeutin Alice geb. Jung verheiratet, mit der er drei Söhne hatte. Nach seiner Emeritierung übersiedelte er mit der Familie in den Ortsteil Ettenhausen von Schleching. Er starb am 31. Juli 1987 und wurde auf dem Friedhof Schleching beerdigt.

## Schriften
- Sternmodelle mit der Zustandsgleichung p ~ ρμ·Tν. In: Zeitschrift für Astrophysik. Band 7, 1933, S. 350f. (online).
- Die allgemeinen Beziehungen zwischen der Leuchtkraft, der Masse und der effektiven Temperatur der Sterne. Dissertation. Universität Bonn 1934. Dümmler, Berlin 1934, DNB 580718034.
- Wilhelm Diltheys Gedankenwelt und die Naturwissenschaft. Junker und Dünnhaupt, Berlin 1936, DNB 580718042.
- Studien über die Entartung der Materie in den Sternen und Planeten. Habilitationsschrift. Universität Bonn 1938. Dümmler, Berlin 1938, DNB 580718069.
- Die Sichtbarkeit gefärbter Pilotballone. Reichsamt für Wetterdienst, Berlin 1943, DNB 580718050.
- Basislänge und Pilotierungshöhe bei Doppelanschnitten. Reichsamt für Wetterdienst, Berlin 1943, DNB 580718018.
- Um die Einheit der Wissenschaft. Scheur, Bonn 1947, DNB 740493817.
- Begegnung der Konfessionen. Bachem, Köln 1947, DNB 453350380.
- Natürliche und künstliche Sternfelder. Dümmler, Bonn 1949, DNB 453350526.
- Sichtuntersuchungen am Aeronautischen Observatorium Lindenberg. Deutscher Wetterdienst in der US-Zone, Bad Kissingen 1950, DNB 453350518.
- Die Feinstruktur der scheinbaren Sternverteilung. Dümmler, Bonn 1951, DNB 453350437.
- Das gegenwärtige Verhältnis von Natur- und Geisteswissenschaften und seine Bedeutung für die wissenschaftliche Situation der Zeit. Hanstein, Bonn 1951, DNB 453350542.
- Technik, Wissen, Leben. Akademie der Diözese Rottenburg, Stuttgart 1954, DNB 364395001.
- Die Bewegungsverhältnisse des offenen Sternhaufens M 11 und seiner Umgebung. Dümmler, Bonn 1954, DNB 453350399.
- Das Alter des Universums. Eine philosophische Studie zum Problem des Weltalters in der Astronomie der Gegenwart. Westkulturverlag, Meisenheim am Glan 1954, DNB 453350372.
- Astronomische Experimente. Eine Sammlung und ein kritischer Überblick. Akademie, Berlin 1956, DNB 453350429.
- Probleme um den Ursprung und das Alter des Weltalls. Akademie der Diözese Rottenburg, Stuttgart 1957, DNB 453350488.
- Die Zufalls-Phänomene in Sternketten und Sternassociationen. Dümmler, Bonn 1957, DNB 453350577.
- Die geistige Einwirkung des Materialismus auf die Wissenschaft des Ostens. Pustet, München 1957, DNB 453350410.
- Ein Stern-Aggregat im M 36. In: Zeitschrift für Astrophysik. Band 44, 1958, S. 203–212 (online).
- Das Weltbild im Umbruch der Zeit. Eine Studie zur Situation der exakten Naturwissenschaften. Pattloch, Aschaffenburg 1958, DNB 453350550.
- Wissenschaft im Kollektiv. Ein neuer Versuch zum Verständnis des dialektischen Materialismus. Pustet, München 1959, DNB 453350569.
- Statistische Kriterien für die Zufälligkeit der relativen Lage von Sterngruppen. In: Mitteilungen der Universitäts-Sternwarte Bonn. Nr. 45, 1962, S. 93–99, DNB 453350461.
- mit Heinrich van Schewick, Brigitta Stangenberg: Relative Eigenbewegungen von 4914 Sternen in 18 galaktischen Selected Areas des Nordhimmels. Dümmler, Bonn 1962, DNB 453350402.
- Die Frage nach Gott und die Naturwissenschaft. Pustet, München 1962, DNB 453350445.
- mit Hans-Joachim Sandmann: Untersuchungen über Eigenbewegungen im Gebiet des Orion-Nebels. Dümmler, Bonn 1963, DNB 453350534.
- Die Sehnsucht nach dem verlorenen Weltbild. Verlockung und Gefahr der Thesen Teilhard de Chardins. Pustet, München 1963, DNB 453350496.
- Können wir von Gott wissen? Eine Studie über Gott-Suchen und Welt-Erkennen. Pattloch, Aschaffenburg 1965, DNB 453350453.
- mit Ludger Hallermann: Neue Untersuchungen über die Bewegung von Kugelsternhaufen. In: Annalen der Universitätssternwarte Wien. Band 26, Heft 5, 1966, S. 129–151, DNB 457588349.
- Kleine Weltallkunde (= Der Christ in der Welt. Reihe 2, Band 1a/1b). Christiana, Stein am Rhein 1967, DNB 366841300.
- mit Anneliese Schnell: Untersuchungen über Zufallsphänomene in Geschwindigkeitsfeldern. Dümmler, Bonn 1968, DNB 457588365.
- mit Wilhelm Mikulitsch: Statistische und kinematische Untersuchungen an Aggregaten früher Sterne. In: Annalen der Universitätssternwarte Wien. Band 27, Nr. 5, 1968, S. 134–184, DNB 457588357.
- mit Erich Voosholz: Die Bewegungsverhältnisse im Bereich von h und χ Persei. In: Annalen der Universitätssternwarte Wien. Band 28, Nr. 2, 1968, S. 37–89, DNB 457588330.
- mit Franz Prochazka: Die Verwendbarkeit des großen Wiener Refraktors für die Bestimmung von Positionen und Eigenbewegungen. In: Annalen der Universitätssternwarte Wien. Band 28, Nr. 5, 1969, S. 215–239, DNB 457588373.
- Kleine Wissenschaftslehre. Christiana, Stein am Rhein 1970, DNB 760283656.
- mit Gerhard Gille: Die Bedeutung der Äquidensitenmethode für das Einpassen photographischer Himmelsaufnahmen in die Sphäre. Dümmler, Bonn 1970, DNB 457588322.
- mit Max Müller, Helmut Riedlinger, Anton Vögtle: Evolution und Eschatologie. Badenia, Karlsruhe 1970, ISBN 978-3-7617-0002-0.
- Weltallforschung. Die Wissenschaft von den großen Massen und Räumen. Hain, Meisenheim am Glan 1971, ISBN 978-3-445-00817-6.
- Wissen nährt Nichtwissen. Naturforschung heute. Fromm, Osnabrück 1972, ISBN 978-3-7729-5027-8.
- Allgemeine Astronomie. Eine Einführung in die Wissenschaft von den großen Massen und Räumen. Rombach, Freiburg i. Br. 1972, ISBN 978-3-7930-0970-2.
- Metaphysik und Naturwissenschaft. Eine philosophische Studie über naturwissenschaftliche Problemkreise der Gegenwart. WBG, Darmstadt 1976, ISBN 978-3-534-06679-7. 2. Auflage 1989.
- Kosmologie heute. Eine Einführung in ihre philosophischen und naturwissenschaftlichen Problemkreise. WBG, Darmstadt 1984, ISBN 978-3-534-07020-6.
- Gott – bist du? Erleben – Fragen – Antworten. Styria, Graz/Wien/Köln 1984, ISBN 978-3-222-11565-3.
- Wissenschaft gestern – Angst heute. In: Renovatio. 43, 3, 1986, S. 174–186 (online).
- Matrimonium perenne. Ehe gestern, heute und morgen. Lang, Frankfurt am Main 1988, ISBN 978-3-8204-1255-0.